# Parti des professeurs thaïs pour le peuple
Le Parti des professeurs thaïs pour le peuple (en thaï : พรรคครูไทยเพื่อประชาชน ; en anglais : Thai Teachers for People Party abrégé TTPP) est un parti politique thaïlandais enregistré en 2009 par Atipong Boonpleng comme chef du parti et Hathainut Boonpleng en tant que secrétaire générale du parti. Le parti est dissous en 2010 mais est refondé en 2011 avec pour principale politique l'allégement de la dette des enseignants et également celle concernant le fonds de prêts aux étudiants. Il possède un siège dans la 26e législature de la Chambre des représentants de Thaïlande.

## Résultats électoraux
| Année | Voix    | Voix   | %    | %    | Sièges  |
| Année | SM      | SP     | SM   | SP   | Sièges  |
| ----- | ------- | ------ | ---- | ---- | ------- |
| 2019  | 56 339  | 56 339 | 0,16 | 0,16 | 1 / 500 |
| 2023  | 175 182 | 4 464  | 0,46 | 0,01 | 1 / 500 |